# Їржі Павленка
Їржі Павленка (чеськ. Jiří Pavlenka, нар. 14 квітня 1992, Глучін, Опава, Чехія) — чеський футболіст, воротар німецького клубу «Вердер» (Бремен) і збірної Чехії.

## Кар'єра

### Клубна кар'єра
Ігрову кар'єру Павленка почав у клубі «Банік» (Острава). Влітку 2013 року в поєдинку проти клубу «Яблонець» Павленка зіграв свій перший матч на професійному рівні. З сезону 2013/2014 він отримав постійне місце в основному складі.
У січні 2016 року Павленка уклав контракт на три з половиною роки із столичною «Славією».
Але вже влітку 2017 року Павленка підписав трирічний контракт з німецьким клубом «Вердер». Керівництву німецького клубу трансфер обійшовся у суму близько 3 млн. євро. Після вдалого сезону у Бундеслізі Павленка став основним воротарем команди і подовжив дію свого контракту.

### Кар'єра в збірній
З 2013 року Павленка грав за молодіжну збірну Чехії. Був у заявці команди на Молодіжний чемпіонат Європи з футболу 2015 третім воротарем і не зіграв на турнірі жодної гри.
15 листопада 2016 року у товариському матчі проти команди Данії Павленка дебютував у складі національної збірної, вийшовши на заміну у другому таймі.

## Досягнення
Славія (Прага)
- Чемпіон Чехії 2016/2017